# Aghireșu
Aghireșu es una comuna de Rumania, en el distrito de Cluj. Su población en el censo de 2002 era de 7173 habitantes.
- Datos: Q12724502

1. ↑  Worldpostalcodes.org,código postal n.º 407005.